# Caucalis
Caucalis és un gènere monotípic de plantes apiàcies que anteriorment englobava quatre espècies incloent Caucalis bischoffii Koso-Pol. La seva única espècie actualment és Caucalis platycarpos.

## Distribució
Sud-oest d'Àsia, Nord d'Àfrica i gran part del centre i sud d'Europa; per gran part de la península Ibèrica incloent els Països Catalans.

## Taxonomia
Caucalis platycarpos va ser descrita per Linnaeus i publicat a Species Plantarum 1: 241. 1753.